# Batalion im. Ernsta Thälmanna

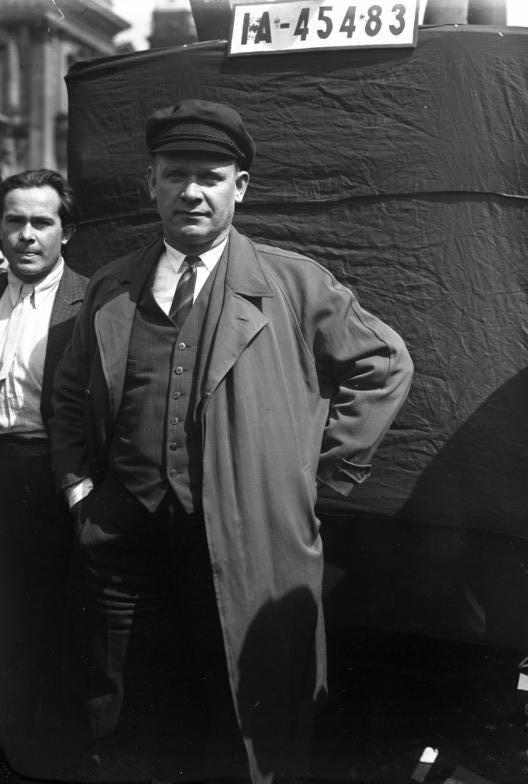
Ernst Thälmann, patron batalionu.

Batalion im. Ernsta Thälmanna – jeden z batalionów ochotników okresu hiszpańskiej wojny domowej 1936–1939. W skład batalionu wchodziło 1 500 ochotników głównie komunistów i antyfaszystów z Niemiec, Austrii, Szwajcarii oraz Skandynawii walczących po stronie republikańskiej przeciwko oddziałom gen. Francisco Franco, wspieranym przez faszystowskie rządy III Rzeszy i Włoch.
Batalion brał udział w bitwie o Madryt. Jednym z dowódców batalionu był Ludwig Renn, późniejszy dowódca XI Brygady Międzynarodowej. W batalionie w roli komisarza partyjnego walczył także Willi Bredel.
Patronem batalionu był niemiecki komunista Ernst Thälmann.

## Dowódcy
- Ludwig Renn
- Hans Kahle

## Komisarze partyjni
- Willi Bredel